# تاکر ۱۰۹۱۴
سیارک ۱۰۹۱۴ (به انگلیسی: 10914 Tucker، نامگذاری:1997YQ14) ده هزار و نهصد و چهاردهمین سیارک کشف شده‌است که در ۳۱ دسامبر ۱۹۹۷ کشف شد.
قدر مطلق سیارک برابر ۱۴٫۰۰ است.